# Klokkentoren van Nes
De klokkentoren van Nes is een klokkentoren in Nes op Ameland in de Nederlandse provincie Friesland.

## Beschrijving
De vrijstaande klokkentoren van Nes werd gebouwd in 1664 in opdracht van Watse Frans van Cammingha en Rixt van Donia. In 1732 werd in opdracht van Willem Karel Hendrik Friso de toren met een geleding verhoogd en voorzien van een zadeldak. De zadeldaktoren van drie geledingen is een rijksmonument. Het jaartalcartouche boven de ingang betreft een verbouwing in 1890.